# 29 (число)
Вижте пояснителната страница за други значения на 29.
Двайсет и девет (също и двадесет и девет) е естествено число, предхождано от двайсет и осем и следвано от трийсет. С арабски цифри се записва 29, а с римски – XXIX. Числото 29 е съставено от две цифри от позиционните бройни системи – 2 (две) и 9 (девет).

## Математика
- 29 е нечетно число.
- 29 е десетото просто число.
- 29 е безквадратно число.
- 29 и 31 са петата двойка прости числа близнаци.
- 29 е сбор от три последователни квадрата (2²+3²+4² = 29).
- 29 е най-голямото естествено число с най-много 2 делителя прости числа.
- 29 е най-малкото число, което не може да бъде направено от числата 1, 2, 3 и 4 ползвани еднократно, като се ползват четирите прости аритметични действия събиране, изваждане, умножение и деление.[3]

## Други факти
- Химичният елемент под номер 29 (с 29 протона в ядрото на всеки свой атом) e мед.
- 29 февруари е ден, който присъства само във високосна година.
- Индия има 29 щата.
- Коранът има 29 сури, които започват с Хуруфу Мукатта.
- Приблизително 29,53 дни е един лунен месец.
- Приблизително 29,45 години е времето за 1 обиколка на Сатурн около Слънцето.